# Мерк, Маркус
Ма́ркус Мерк (род. 15 марта 1962, Кайзерслаутерн) — немецкий футбольный арбитр. Арбитр ФИФА с 1 января 1992 года. Судил финальные турниры Чемпионата мира (2002), Олимпийские игры (1992), Кубок конфедераций (2003), Чемпионат Европы (2000, 2004), Чемпионат мира среди футболистов до 20 лет (2005). По профессии — стоматолог.

## Карьера

### Первые шаги
С 1988 года Маркус Мерк работал судьёй в Бундеслиге. Он стал одним из самых молодых арбитров чемпионата (25 лет). Через 4 года он стал официально арбитром ФИФА и обслуживал матчи футбольного турнира барселонской Олимпиады.

### Бундеслига 2000/2001
В 2001 году Мерк обслуживал матч заключительного тура Бундеслиги «Бавария» — «Гамбург». Баварцы вели борьбу за титул против «Шальке 04», который в параллельном матче побеждал вылетающий из Бундеслиги «Унтерхахинг» с разгромным счётом 5:3. На последних минутах «Гамбург» вёл со счётом 1:0 после точного удара боснийца Сергея Барбареза, и Маркус Мерк назначил за фол гамбургцев штрафной удар. После розыгрыша штрафного Патрик Андерссон сравнял счёт, и «Бавария» заняла первое место в таблице, а «Шальке» остался без чемпионского титула. Сам Мерк после финального свистка, почувствовал угрызение совести из-за того, что фактически отобрал у гельзенкихренцев чемпионский титул. С тех пор он ни разу не судил матчи с «Шальке».

### Чемпионат мира по футболу 2002
Обслуживал две игры на турнире. Российским болельщикам запомнился с отрицательной стороны ввиду того, что в матче против японцев не назначил 100%-ый пенальти в ворота японцев. По мнению россиян, защитник Кадзуюки Тода откровенно уронил Игоря Семшова в штрафной площади японцев, но Мерк не заметил этого либо просто в упор не захотел замечать.

### Евро 2004
Мерку доверили обслуживать финал чемпионата Европы 2004 года. Встречались хозяйка чемпионата сборная Португалии и главная сенсация турнира сборная Греции. Матч закончился победой греков со счётом 1:0, единственный гол после розыгрыша стандарта забил головой Ангелос Харистеас. В адрес Мерка посыпались критика и угрозы от португальцев ввиду того, что он откровенно их засуживал. Поводом стало то, что тренер греков Отто Рехагель был личным клиентом Мерка. Тем не менее, УЕФА признала отличное качество работы Мерка.

### Чемпионат мира по футболу 2006
Обслуживал три игры чемпионата: Сербия и Черногория — Нидерланды (0:1), Австралия — Бразилия (0:2) и Гана — США (2:1). В двух последних играх он отметился крайне отрицательно — защитник сборной Австралии Харри Кьюэлл открыто обвинил его в нечестном судействе и помощи бразильцам, а защитник сборной США Огучи Оньеву и главный тренер Брюс Арена были возмущены, что Мерк назначил пенальти после падения в штрафной Разака Пимпонга. Эта проигранная встреча не позволила американцам выйти из группы, а в адрес Мерка посыпался очередной шквал критики. По решению ФИФА ему не было дозволено судить ни один матч плей-офф, хотя он не имел права покидать штаб арбитров ФИФА и в течение двух недель должен был оставаться там. На немецком телевидении Мерк заявил, что у него просто «украли две недели жизни».

### Завершение карьеры
Мерк завершил судейскую карьеру после сезона 2007/08. Он судил прощальный матч Оливера Кана 2 сентября 2008 года и закончил игру досрочно на 78-й минуте (за три минуты до этого Кан уступил место в воротах своему дублёру Михаэлю Рензингу). Весной 2008 года Мерк также отметился судейской ошибкой — 1 марта во время игры бременского «Вердера» с дортмундской «Боруссией» он засчитал гол Маркуса Русенберга из явного офсайда, но через несколько минут осознал свою ошибку. По правилам ФИФА он уже не имел права отменить гол. В итоге матч закончился со счётом 2:0 в пользу хозяев. Впоследствии Мерк признал этот момент «самым обидным» в своей карьере и одним из первых предложил вводить видеоповторы в матчах.

### Благотворительность
Наряду с Пьерлуиджи Коллиной, Андерсом Фриском и Любошем Михелом, Маркус Мерк был послом международного комитета Красного Креста и помогал детям, пострадавшим от войны. В 1991 году он открыл первую бесплатную стоматологическую клинику на юге Индии. На данный момент[когда?] он является основателем трёх школ (более 1050 детей) и десяти детских домов (140 детей), а также дома престарелых (40 мест).

## Награды
- Шестикратный обладатель приза «Арбитр года в Германии»: 1994/95, 1995/96, 1999/00, 2002/03, 2003/04, 2005/06, 2007/08
- Обладатель приза «Арбитр года» по версии IFFHS: 2004, 2005, 2007
- Кавалер ордена «За заслуги перед Федеративной Республикой Германия» за существенный вклад в развитие немецкого футбола: 2005
- Лучший футбольный арбитр десятилетия по версии IFFHS